# Калфа
Калфа (kalfa) турска је и арапска реч за помоћника мајстора у занатској радњи.
Термин калфа је постојао отприлике до краја прве половине двадесетог века после чега га је заменио термин квалификовани радник. Пошто је као шегрт после неколико година, научио занат и положио за калфу, пред старешинама Еснафа, обично је настављао да ради код мајстора код кога је учио занат. Калфа је имао плату као сваки радник у радном односу. Та плата се звала најамнина и било је две врсте: 
- најамнина од времена и
- најамнина од комада.

Најамнина од времена се одређивала дневно, месечно, тромесечно, полугодишње и годишње. Најамнина за период од три месеца и више се звала ајлук. Ајлук се сваке године повећавао сходно радном искуству калфе.
Најамнина од комада је била плаћање за сваки урађени комад. Калфе које су радиле на комад су се звали парчетари.
С обзиром да су калфе били млади људи често су се упуштали у „фремд“, тј. путовање у западне земље (Аустроугарска, Немачка) где су учили финесе заната. После неколико година би се обично враћали у матичну земљу, где би полагали за мајстора, опет пред старешинама Еснафа.
Испит се састојао од „теоретског“ дела, где су описивали како се, шта и од чега прави. Практичан део би био израда дела за који је калфа обучен. Трећи део испита је била провера писмености.
Они који би положили би добили мајсторско писмо које је у готово свакој занатској радњи било урамљено и истакнуто на видном месту. Нови мајстори би потом најчешће отварали сопствену занатску радњу. 
Интересантно је, да они који су били у „фремду“, са собом су доносили и најчешће немачке изразе за алате, као нпр:
- хоблерица = ренде
- моторцангле = комбинована клешта
- штафштук = стега
- шраубенцигер = одвртка
- штемајзл = длето
- абрихтер = рендисаљка итд.